# Benjamin Zobel
Benjamin Zobel (* 22. September 1762 in Memmingen; † 1831 in London) war ein deutscher Maler. Er erfand um 1825 die Technik der sogenannten Sandbilder. Mehrere Beispiele davon befinden sich im Stadtmuseum Memmingen, das im Hermansbau untergebracht ist.

## Leben und Wirken

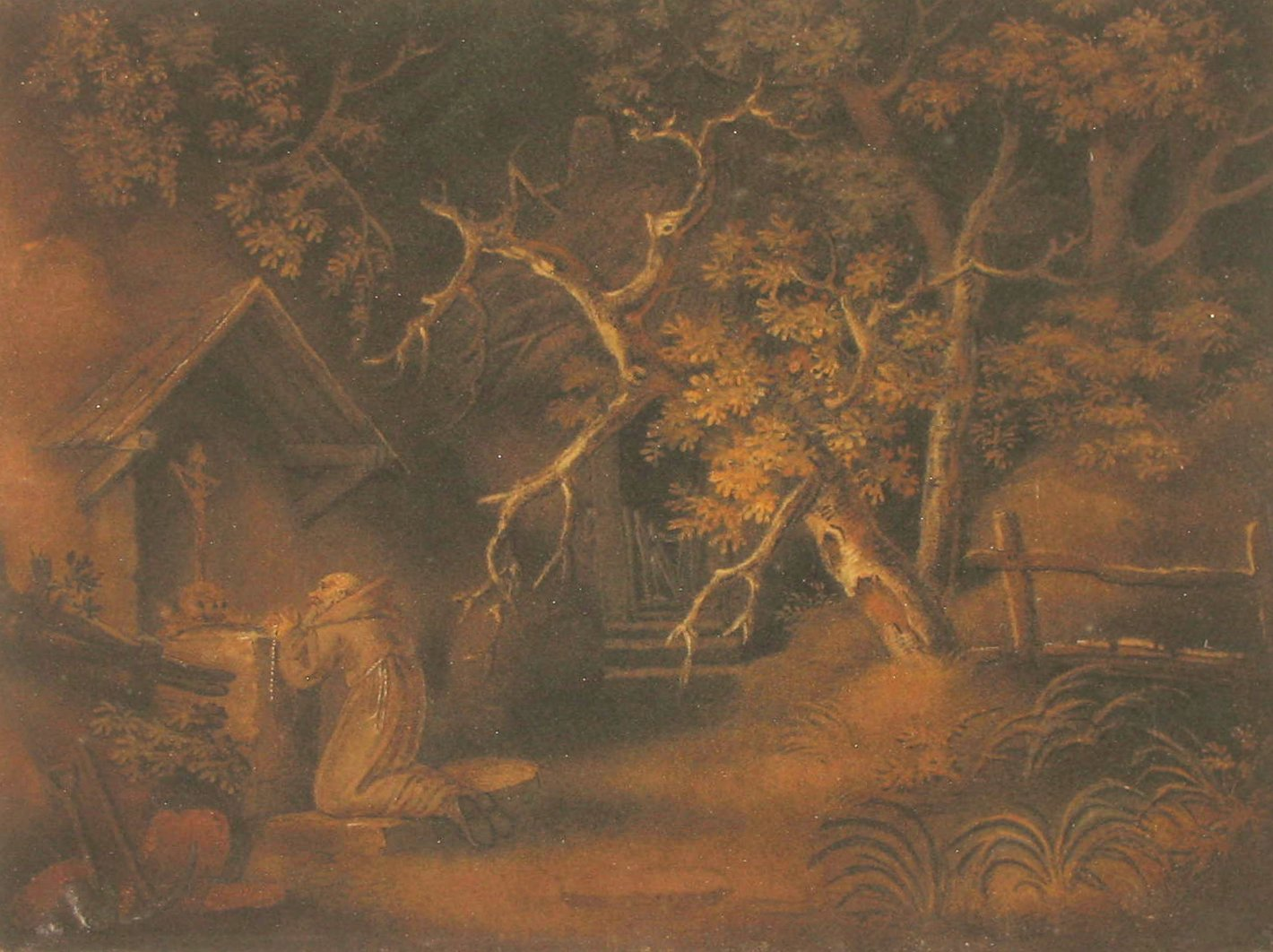
The Hermit – Marmotinto

Zobel wurde 1762 im oberschwäbischen Memmingen im Haus Weinmarkt 7 geboren. Er war der Sohn des Zuckerbäckers Johann Georg Zobel und erlernte vom Vater das Konditor-Handwerk. Er erlernte die Grundlagen des Zeichnens von einem der Mönche des Klosters Ottobeuren. Bereits mit 20 Jahren besaß er den Meistertitel und wanderte 1781 nach Amsterdam aus. Hier lebte er zwei Jahre lang und beschäftigte sich mit der Porträtmalerei. 1783 kam er nach London, wo seine nach schwäbischer Tradition hergestellten Backwaren guten Absatz fanden. Hier lernte er Heinrich Wilhelm Schweickhardt (1746–1797) und Henry Robert Morland (1716–1797) kennen. Schweickhardt arbeitete für den englischen König König Georg III. als Tischdekorateur (englisch table-decker) in Windsor Castle. Nach Schweickhardts Pensionierung wurde Zobel als dessen Nachfolger ernannt. Zu seinen Aufgaben gehörte es den königlichen Esstisch mit silbernen Tabletts zu verzieren, auf die farbiger Sand oder Marmorstaub gestreut wurde und so fantasievolle Muster, Arabesken, Blumen oder Früchte nachbildeten. Diese Werke waren vergänglich. So entstand bei Zobel die Idee, ein fertiges, dauerhaftes Bild zu fertigen, indem er den Sand zu fixieren gedachte. Letztlich fand er eine Mischung, bei der Gummi arabicum und Weinbrand die Hauptzutaten bildeten. Nun wurde das Motiv auf einer Holzplatte oder auf festem Karton vorgezeichnet mit der klebrigen Substanz bestrichen und der farbige Sand wie zuvor auf dieser Schicht verteilt. Nach dem Trocknen entstand nun ein dauerhaftes Bild, das sich mehrfach verwenden ließ. In der Folge experimentierte Zobel mit verschiedenen Sandarten und Unterlagen und bezeichnete seine Erfindung als „Marmotinto“. Friedrich Kerler, ebenfalls in Memmingen geboren, beschrieb in den zwanziger Jahren des 19. Jahrhunderts ausführlich Zobels Sandmalereien und wurde von ihm in der Kunst des Sandmalens unterwiesen. Zobel starb in seiner Wahlheimat London. Er war mit Elizabeth Windal verheiratet. Der Grafiker und Radierer George James Zobel († 1881) soll sein Sohn gewesen sein.
In Memmingen haben sich 18 Sandbilder von ihm erhalten, in England um die 200. Wegen noch nicht erfasster Privatbestände kann die Anzahl noch weit höher sein.